# Élections sénatoriales de 2008 dans les Bouches-du-Rhône
Les élections sénatoriales dans les Bouches-du-Rhône ont eu lieu le dimanche 21 septembre 2008. Elles ont eu pour but d'élire les sénateurs représentant le département au Sénat pour un mandat de six années.

## Contexte départemental
Lors des élections sénatoriales du 27 septembre 1998 dans les Bouches-du-Rhône, sept sénateurs ont été élus selon un mode de scrutin proportionnel : un DL, un PCF, un UDF, un RPR et trois PS.
Depuis, tous les effectifs du collège électoral des grands électeurs ont été renouvelés, avec les élections législatives françaises de 2007, les élections régionales françaises de 2004, les élections cantonales de 2004 et 2008 et les élections municipales françaises de 2008.

## Rappel des résultats de 1998
| Tête de liste  | Tête de liste          | Liste          | Voix  | %      | Sièges |  |
| -------------- | ---------------------- | -------------- | ----- | ------ | ------ |  |
|                | Jean-François Picheral | PS-PCF-PRG     | 1 398 | 49,75  | 4      |  |
|                | Jean-Claude Gaudin     | DL-UDF-RPR     | 1 037 | 36,90  | 3      |  |
|                | Ronald Perdomo         | FN             | 326   | 11,66  |        |  |
|                | Érik Bonnaud           | Verts          | 49    | 1,74   |        |  |
|                | Henri de Matos         | MEI            | 0     | 0,00   |        |  |
|                |                        |                |       |        |        |  |
| Inscrits       | Inscrits               | Inscrits       | 2 896 | 100,00 |        |  |
| Abstentions    | Abstentions            | Abstentions    | 21    | 0,73   |        |  |
| Votants        | Votants                | Votants        | 2 875 | 99,27  |        |  |
| Blancs et nuls | Blancs et nuls         | Blancs et nuls | 65    | 2,26   |        |  |
| Exprimés       | Exprimés               | Exprimés       | 2 810 | 97,74  |        |  |

## Sénateurs sortants
| Sénateur | Sénateur               | Parti | Fonctions lors de l'élection en 1998                           |
| -------- | ---------------------- | ----- | -------------------------------------------------------------- |
|          | Robert Bret            | PCF   | Conseiller municipal de Marseille                              |
|          | Jean-Noël Guérini      | PS    | Président du conseil général, maire du 2e secteur de Marseille |
|          | Jean-François Picheral | PS    | Maire d'Aix-en-Provence                                        |
|          | Jacques Siffre         | PS    | Maire d'Istres                                                 |
|          | André Vallet           | NC    | Sénateur sortant                                               |
|          | Jean-Claude Gaudin     | UMP   | Maire de Marseille                                             |
|          | Francis Giraud         | UMP   | Maire de Roquefort-la-Bédoule                                  |

## Présentation des candidats
Les nouveaux représentants sont élus pour une législature de 6 ans au suffrage universel indirect par les 3061 grands électeurs du département. Dans les Bouches-du-Rhône, les sénateurs sont élus au scrutin proportionnel plurinominal. Compte tenu des évolutions démographiques, leur nombre change en 2008, passant de 7 à 8 sénateurs à élire et 10 candidats doivent être présentés sur la liste pour qu'elle soit validée. Chaque liste de candidats est obligatoirement paritaire et alterne entre les hommes et les femmes. 6 listes ont été déposées dans le département. Elles sont présentées ici dans l'ordre de leur dépôt à la préfecture et comportent l'intitulé figurant aux dossiers de candidature.

### Divers droite
| N° | Candidats | Candidats            | Parti | Principale fonction |
| -- | --------- | -------------------- | ----- | ------------------- |
| 01 |           | Georges Grolleau     | DVD   |                     |
| 02 |           | Patricia Glineur     | DVD   |                     |
| 03 |           | Lucien Fevriero      | DVD   |                     |
| 04 |           | Charlotte Chantron   | DVD   |                     |
| 05 |           | Jean-Claude Franquin | DVD   |                     |
| 06 |           | Aline Megier         | DVD   |                     |
| 07 |           | Pierre Grolleau      | DVD   |                     |
| 08 |           | Yvonne Maurel        | DVD   |                     |
| 09 |           | Claude Gros          | DVD   |                     |
| 10 |           | Jocelyne Gamus       | DVD   |                     |

### Front national
| N° | Candidats | Candidats                | Parti | Principale fonction                                    |
| -- | --------- | ------------------------ | ----- | ------------------------------------------------------ |
| 01 |           | Bernard Marandat         | FN    | Conseiller municipal de Marseille                      |
| 02 |           | Marie-Claude Aucouturier | FN    |                                                        |
| 03 |           | Stéphane Ravier          | FN    | Conseiller régional, conseiller municipal de Marseille |
| 04 |           | Viviane Ricard           | FN    |                                                        |
| 05 |           | Pierre-Louis Caussé      | FN    |                                                        |
| 06 |           | Mireille Barde           | FN    |                                                        |
| 07 |           | Laurent Comas            | FN    |                                                        |
| 08 |           | Marie-Odile Raye         | FN    |                                                        |
| 09 |           | Gérard David             | FN    |                                                        |
| 10 |           | Éléonore Bez             | FN    |                                                        |

### Majorité présidentielle
| N° | Candidats | Candidats              | Parti | Principale fonction                    |
| -- | --------- | ---------------------- | ----- | -------------------------------------- |
| 01 |           | Jean-Claude Gaudin     | UMP   | Sénateur sortant, maire de Marseille   |
| 02 |           | Sophie Joissains       | UMP   | Adjointe au maire d'Aix-en-Provence    |
| 03 |           | Bruno Gilles           | UMP   | Maire du 3e secteur de Marseille       |
| 04 |           | Anne-Marie Bertrand    | UMP   | Conseillère générale                   |
| 05 |           | Patrick Boré           | UMP   | Conseiller général, maire de La Ciotat |
| 06 |           | Carole Colombo-Seipelt | UMP   |                                        |
| 07 |           | Roland Giberti         | NC    |                                        |
| 08 |           | Muriel Mur-Boualem     | UMP   |                                        |
| 09 |           | Mathias Pétricoul      | UMP   |                                        |
| 10 |           | Amapola Ventron        | GE    |                                        |

### Parti socialiste
| N° | Candidats | Candidats            | Parti | Principale fonction                                                               |
| -- | --------- | -------------------- | ----- | --------------------------------------------------------------------------------- |
| 01 |           | Jean-Noël Guérini    | PS    | Sénateur sortant, président du conseil général, conseiller municipal de Marseille |
| 02 |           | Isabelle Pasquet     | PCF   | Conseillère municipale de Marseille                                               |
| 03 |           | Roland Povinelli     | PS    | Conseiller général, maire d'Allauch                                               |
| 04 |           | Samia Ghali          | PS    | Conseillère régionale, maire du 8e secteur de Marseille                           |
| 05 |           | Serge Andreoni       | PS    | Conseiller général, maire de Berre-l'Etang                                        |
| 06 |           | Janine Écochard      | PS    | Conseillère générale                                                              |
| 07 |           | Michel Amiel         | PS    | Maire de Pennes-Mirabeau                                                          |
| 08 |           | Magali Giovannangeli | PCF   | Première adjointe au maire d'Aubagne                                              |
| 09 |           | Jean-Pierre Maggi    | PS    | Maire de Velaux                                                                   |
| 10 |           | Florence Masse       | PS    | Conseillère municipale de Marseille                                               |

### Divers
| N° | Candidats | Candidats            | Parti | Principale fonction |
| -- | --------- | -------------------- | ----- | ------------------- |
| 01 |           | Alain Comoli         | DIV   |                     |
| 02 |           | Nelly Bossé          | DIV   |                     |
| 03 |           | Jean-Marie Girardeau | DIV   |                     |
| 04 |           | Marcelle Sanson      | DIV   |                     |
| 05 |           | Jacques Berthelot    | DIV   |                     |
| 06 |           | Catherine Flayol     | DIV   |                     |
| 07 |           | Pierre-Marie Sanson  | DIV   |                     |
| 08 |           | Catherine Malleret   | DIV   |                     |
| 09 |           | Abderrahman Bataoui  | DIV   |                     |
| 10 |           | Martine Brochen      | DIV   |                     |

### Les Verts
| N° | Candidats | Candidats             | Parti | Principale fonction |
| -- | --------- | --------------------- | ----- | ------------------- |
| 01 |           | Bruno Cocaign         | Verts |                     |
| 02 |           | Joëlle Boulay         | Verts |                     |
| 03 |           | Jean-Yves Petit       | Verts |                     |
| 04 |           | Annick Delhaye        | Verts |                     |
| 05 |           | Jean-Eudes Joffrin    | Verts |                     |
| 06 |           | Michèle Poncet-Ramade | Verts |                     |
| 07 |           | Christian Noix        | Verts |                     |
| 08 |           | Andrée Reversat       | Verts |                     |
| 09 |           | Sébastien Barles      | Verts |                     |
| 10 |           | Flora Boulay          | Verts |                     |

## Résultats
| Tête de liste  | Tête de liste      | Liste          | Voix  | %      | Sièges |
| -------------- | ------------------ | -------------- | ----- | ------ | ------ |
|                | Jean-Noël Guérini  | PS-PCF         | 1 686 | 56,22  | 5      |
|                | Jean-Claude Gaudin | UMP-NC-GE      | 1 182 | 39,41  | 3      |
|                | Bruno Cocaign      | Verts          | 77    | 2,57   |        |
|                | Bernard Marandat   | FN             | 39    | 1,30   |        |
|                | Alain Comoli       | DIV            | 14    | 0,47   |        |
|                | Georges Grolleau   | DVD            | 1     | 0,03   |        |
|                |                    |                |       |        |        |
| Inscrits       | Inscrits           | Inscrits       | 3 061 | 100,00 |        |
| Abstentions    | Abstentions        | Abstentions    | 10    | 0,33   |        |
| Votants        | Votants            | Votants        | 3 051 | 99,67  |        |
| Blancs et nuls | Blancs et nuls     | Blancs et nuls | 52    | 1,70   |        |
| Exprimés       | Exprimés           | Exprimés       | 2 999 | 98,30  |        |

### Sénateurs élus
| Sénateur | Sénateur           | Parti |
| -------- | ------------------ | ----- |
|          | Isabelle Pasquet   | PCF   |
|          | Jean-Noël Guérini  | PS    |
|          | Roland Povinelli   | PS    |
|          | Samia Ghali        | PS    |
|          | Serge Andreoni     | PS    |
|          | Jean-Claude Gaudin | UMP   |
|          | Sophie Joissains   | UMP   |
|          | Bruno Gilles       | UMP   |